# Matthew Douglas
Matthew "Matt" Douglas (ur. 26 listopada 1976 w Londynie) – brytyjski lekkoatleta specjalizujący się w biegach płotkarskich i sprinterskich, dwukrotny olimpijczyk (2000, 2004).
Na arenie międzynarodowej odniósł następujące sukcesy:
| Rok  | Miejsce     | Zawody                      | Konkurencja                          | Pozycja                     | Wynik         |
| ---- | ----------- | --------------------------- | ------------------------------------ | --------------------------- | ------------- |
| 1995 | Nyíregyháza | mistrzostwa Europy juniorów | bieg na 400 m ppł                    | brązowy medal               | 51,73         |
| 2002 | Manchester  | igrzyska Wspólnoty Narodów  | bieg na 400 m ppł                    | 8. miejsce                  | 51,01         |
| 2003 | Daegu       | letnia uniwersjada          | bieg na 400 m ppł sztafeta 4 × 400 m | srebrny medal brązowy medal | 49,26 3:05,54 |

Starty olimpijskie:
- Sydney 2000 – 6. miejsce w półfinale (uzyskany wynik: 49,53), bez awansu do finału[1],
- Ateny 2004 – 6. miejsce w biegu eliminacyjnym (uzyskany wynik: 49,77), bez awansu do półfinału[2].

W lekkoatletycznych mistrzostwach Wielkiej Brytanii na stadionie zdobył 4 medale w biegu na 400 m ppł – srebrny (2003) oraz 3 brązowe (1997, 2000, 2006).
Rekordy życiowe na stadionie:
- bieg na 400 m – 46,65 (9 lipca 2000, Font-Romeu-Odeillo-Via)
- bieg na 400 m ppł – 48,54 (28 sierpnia 2003, Daegu)
- sztafeta 4 × 400 metrów – 3:03,91 (24 marca 2006, Melbourne)